# ديفيد دبليو. غاي
ديفيد دبليو. غاي (بالإنجليزية: David W. Gay)‏ هو عسكري أمريكي، ولد في 3 يوليو 1935 في بروكلين في الولايات المتحدة.